# Lygrommatoides
Lygrommatoides is een monotypisch geslacht van spinnen uit de  familie van de Prodidomidae.

## Soort
- Lygrommatoides problematica Strand, 1918